# Bezdrevský potok
Bezdrevský potok, nazývaný též Soudný nebo Netolický, je potok v Jihočeském kraji, levostranný přítok Vltavy. Délka toku činí 43,1 km a plocha jeho povodí měří 279,2 km².

## Názvy
Název potoka je odvozen od jména největšího rybníka, Bezdreva, který ze svého toku napájí, nazýván je však také Netolický podle města, kterým protéká. Na Zbudovsku se mu říká potok Soudný.

## Průběh toku
Bezdrevský potok pramení ve výšce 863  m n. m. asi 2 km severovýchodně od vsi Smědeč, 1 km severovýchodně od vrchu Šibeník a teče k severu. Protéká skrz Třešňový Újezdec a za Netolicemi jako Netolický potok obrací směr svého toku k severovýchodu. Dále pokračuje pod názvem Soudný potok a napájí rybníky u Sedlce (Mnich, Hlavatecký, Dvorský, Mlýnský). Dále teče jihovýchodním směrem a protéká rybníkem Bezdrev a nad Hlubokou nad Vltavou ústí zleva do Vltavy na říčním kilometru 230,9.
Odvodňuje celkem 340 km², sjízdný úsek měří 23 km.
Má charakter typicky nížinné říčky s mírným proudem, který narušuje několik rybníků a jezů. Krajina je plochá, otevřená a břehy jsou v lučních oblastech vlhké. Řečiště může být místy značně zarostlé a jen na několika málo místech je tok regulován.
Potok bývá splavný při vypouštění rybníků a sjízdný úsek má průměrný spád 1% a obtížnost ZW C. Plavba kvůli zarostlým úsekům trvá nejméně den.

## Přítoky
Mezi jeho levostranné přítoky patří potoky Vadkovský, Bílý, Melhutka, Třebánka, Strouha, Stoka, Mlýnský, Malovický, Olešník a Mydlovarský.

## Mlýny
- Ziegrosserův mlýn – Netolice, okres Prachatice, kulturní památka

## Turistické zajímavosti
- Bezdrevský potok protéká kolem zaniklého hradu Poděhusy a přírodní rezervací Mokřiny u Vomáčků.
- Jeho několik úseků tvoří rybářské revíry Bezdrevský potok 1, 2 a 3.
- Potok je během hlavní vodácké sezóny sjízdný v délce 21 km nad hrází Bezdrevského rybníka.[3]
- Na podzim je sjízdný obvykle při vypouštění rybníka Bezdrev kvůli výlovu od jeho hráze k ústí potoka do Vltavy, a to v délce 3,2 km.[4]
- Potok překlenuje silniční most č. 12238-1, který je kulturní památkou.[5]
- Další kulturní památkou je barokní silniční most[6] ve Zlivi před vtokem do Bezdrevu.